# Resupinatus conspersus
Resupinatus conspersus är en svampart som först beskrevs av Christiaan Hendrik Persoon, och fick sitt nu gällande namn av Thorn, Moncalvo & Redhead 2006. Resupinatus conspersus ingår i släktet Resupinatus och familjen Tricholomataceae.   Inga underarter finns listade i Catalogue of Life.